# Caiçaras
Os caiçaras são um povo que habita os litorais dos estados do Paraná, São Paulo e Santa Catarina, e os municípios de Paraty e Angra dos Reis, no sul do Rio de Janeiro. Formados pela miscigenação entre indígenas, portugueses e escravos africanos, são considerados "um dos últimos traços visíveis do momento da criação do brasileiro." A cultura caiçara tem como base principal a pesca artesanal, cultivo de pequenos roçados, a caça, o extrativismo vegetal e o artesanato.

## Etimologia
O termo "caiçara" tem origem no termo tupi caá-içara, que era utilizado para denominar as estacas colocadas em torno das tabas ou aldeias, e o curral (armadilha) feito de galhos de árvores fincados na água para cercar o peixe.

## História

### Formação
A comunidade caiçara foi formada pela mescla de populações indígenas, portugueses e negros, principalmente quilombolas. Os caiçaras permaneceram por séculos isolados em uma estreita faixa de terra entre o oceano e a Serra do Mar, o que permitiu a preservação de seu povo. Inicialmente, as áreas ocupadas por populações caiçaras localizam-se nas mais antigas cidades de São Paulo e do Paraná, fundadas entre o século XVI e XVII.

## Cultura

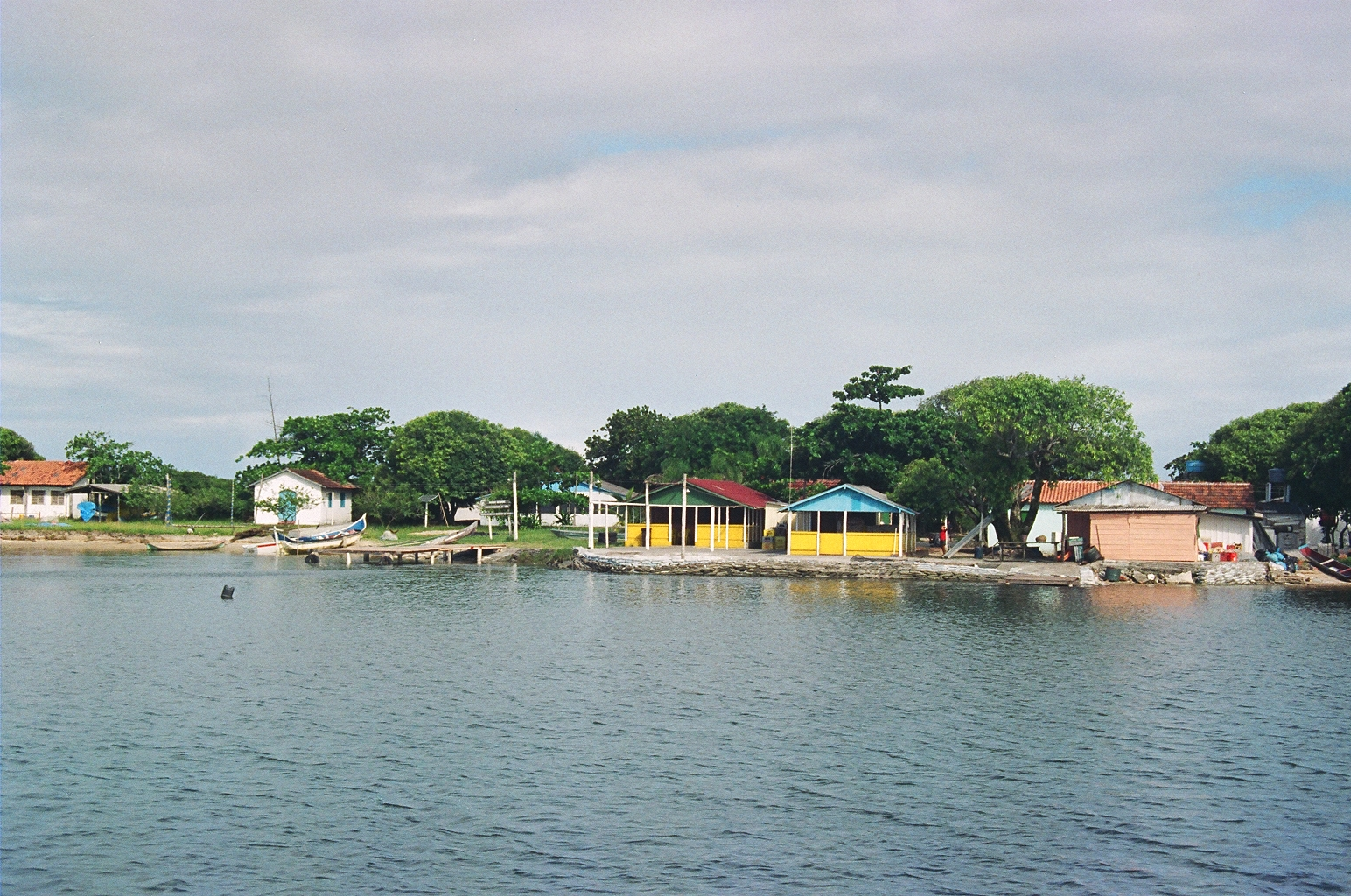
Casas de madeira na comunidade Caiçara do Marujá, em Cananéia, São Paulo

Muitas práticas agrícolas (coivara) e de pesca (puçá), assim como a preparação de alimentos (farinha, peixe) apresentam marcante influência indígena. Ainda que essa comunidade tenha sido formada a partir de populações culturalmente tão díspares, ao descrever o modo de vida da população caiçara, pode-se brevemente defini-la como a população que habita pequenas cidades e povoados ao longo do litoral do Brasil, corroborando a importância da ligação entre o caiçara e seu habitat.
A cultura dos caiçaras possui semelhanças com a cultura dos caipiras – a estrutura da casa caiçara tradicionalmente era a mesma do caipira primitivo: paredes de pau a pique e telhado de sapê de duas águas, algumas vezes caiada; o chão era de terra batida.
Nas cidades, os caiçaras tentam manter suas tradições, que também estão ligadas ao "particularismo da gente do litoral". Este é marcado pela exploração dos ambientes marinhos em oposição aos de terra.

Para as populações caiçaras, as formas de lazer e distração eram as festas, procissões, danças, poucos jogos e os pasquins, espécie de literatura de cordel, que relatavam a vida nas comunidades. A pesca, atividade muito significativa para o universo caiçara, levou à realização de várias festas ligadas ao mar. Dentre elas, destaca-se a festa do pescador, no dia de São Pedro e São Paulo (final de junho), a corrida das canoas e a festa da tainha. Tradicionalmente, após a safra da tainha, no litoral sul, muitos caiçaras dessas comunidades vão às cidades, como Iguape, para os festejos dos santos padroeiros.
O patrimônio cultural dos caiçaras, agora sob ameaça de destruição, é um dos mais ricos da região sul do país. As comunidades caiçaras guardam velhas tradições oriundas da colonização portuguesa, como a dança do fandango, as estórias do rei Sebastião; além disso, dança-se a congada, a marujada, a dança das fitas. A dança de São Gonçalo era celebrada ao final das atividades agrícolas. De grande importância era a bandeira do Divino, que, ainda hoje, em alguns lugares, percorre as comunidades espalhadas pela costa, buscando dádivas para a festa do Divino. Ao final do ano ainda canta-se o Reisado.

### Fandango

Fandango Caiçara, registrado pelo Iphan em 2012, em Paranaguá.

Os primeiros colonizadores açorianos trouxeram o fandango à Comarca de Paranaguá (atual litoral do Paraná), em 1750. Os açorianos, os escravos e os indígenas começaram a praticá-lo durante o entrudo, evento antecessor do carnaval. Durante os quatro dias de festas, o povo recorria com exclusividade para que batesse o fandango e que saboreasse o mais importante prato típico regional, que é o barreado. No Paraná, os bailarinos são chamados de folgadores ou folgadeiras, pois dançavam na folga do fim de semana. Eles interpretam diversas coreografias, as quais ganham nomes específicos como andorinha, xarazinho, tonta, etc.
O fandango é acompanhado com duas violas (as quais de maneira geral tem cinco cordas), uma rabeca e o adulto, ou maxixe. Para que um batido ritmado e forte seja conseguido, os homens usam botas ou tamancos. A coreografia é simplificada, possivelmente valsada, com participantes que dançam com os pés que se arrastam no chão, ou possivelmente sapateadas, sendo seguidas por palmadas. O fandango mais famoso do Paraná é o da região de Morretes. Trata-se de uma dança singular, e isso pode se perceber na escala que eles usam, semelhante aos cânticos litúrgicos e populares da Idade Média. O fandango caiçara típico do litoral é considerado uma expressão musical-coreográfica-poética e festiva reconhecida como bem imaterial pelo Instituto do Patrimônio Histórico e Artístico Nacional (IPHAN).

## Economia

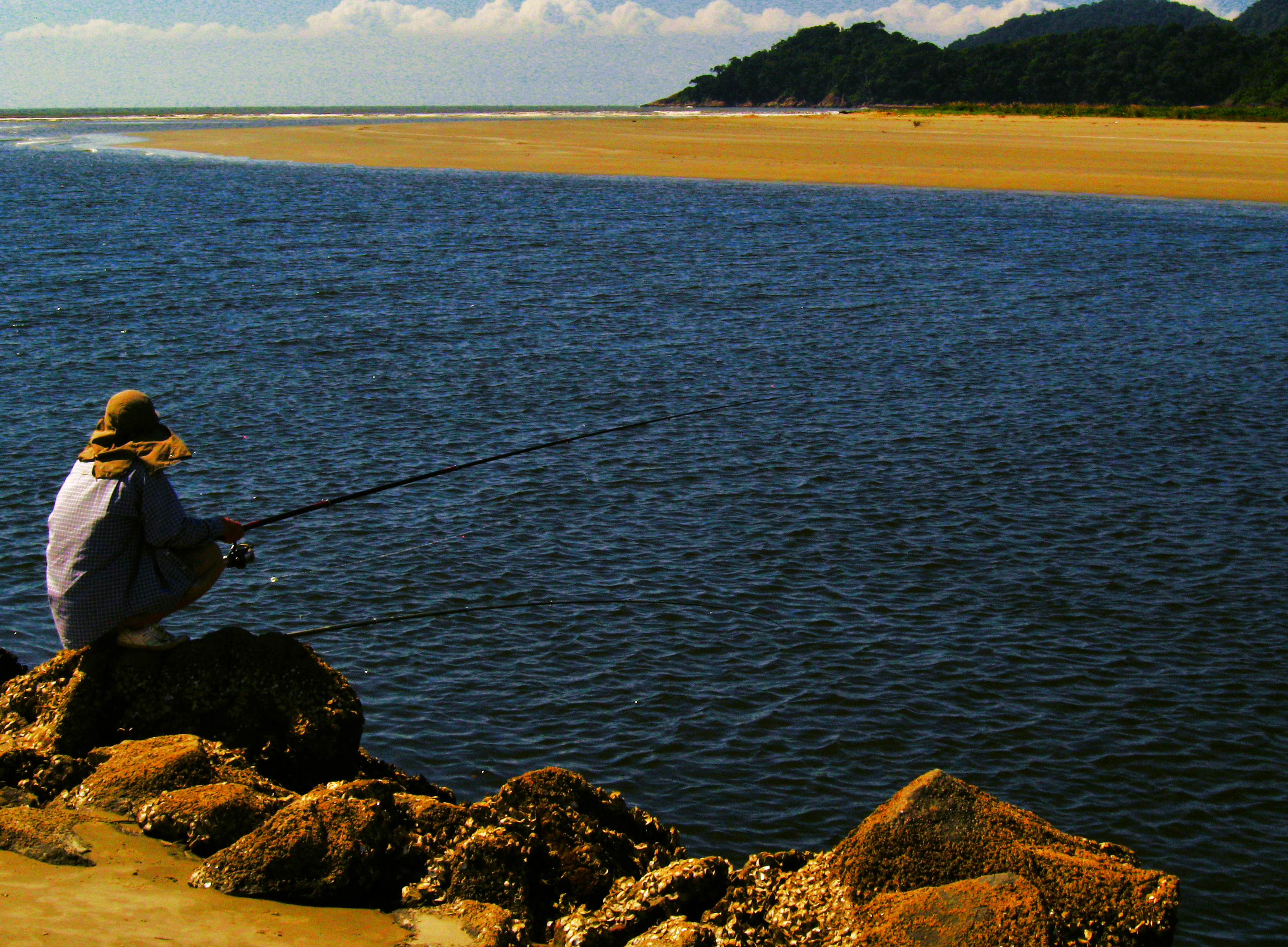
Pesca costeira na Barra da Juréia em Iguape (SP).

Até meados do século XIX, as localidades habitadas pelos caiçaras serviam como centros exportadores de ouro, açúcar e arroz, mas quando o Brasil passou a adotar um ciclo econômico mais dinâmico no interior dos estados (o ciclo do café), essa área acabou sendo deixada de lado; com a decadência econômica da região litorânea, as comunidades caiçaras ficaram, por muito tempo, geograficamente isoladas das florescentes cidades do interior, baseando-se em uma combinação de agricultura de subsistência e pesca artesanal. Diferentemente do sistema de produção instaurado no interior, o sistema de produção caiçara baseia-se na mão de obra familiar, regida por um calendário marcado pelo "tempo quente" (novembro-abril) e pelo "tempo frio" (maio-setembro).
A estação agrícola começa em fevereiro com o plantio de mandioca, que começa a ser colhida 16 meses depois, segundo as necessidades da família. O feijão é plantado em agosto/setembro e colhido em novembro/dezembro. O arroz é plantado em outubro/novembro e colhido em abril/maio. Ainda que a derrubada e a limpeza do terreno sejam trabalho masculino, a capina é feita por mulheres. Frequentemente, a colheita do arroz é feita na base da cooperação entre as famílias: o mutirão. 
Para manter a organização da mão de obra familiar, as funções tinham de ser bem divididas entre a família. A mulher, na comunidade caiçara, tem o papel de mãe de família, dona de casa, trabalhadora do lar e da roça, enquanto o homem deveria se dedicar à pesca, caça, derrubada e queimada, construção de ranchos e abrigos, comercialização dos excedentes agrícolas e dos trabalhos da roça, plantio e colheita (nestes casos, podia ser ajudado pela mulher e filhos). As pequenas lavouras com mão de obra familiar costumam cultivar mandioca, arroz, cana-de-açúcar e árvores frutíferas. Esse modo de produção denota a forte influência dos povos indígenas litorâneos, principalmente no preparo de alguns alimentos como a mandioca.

A pesca, como a agricultura, também é dividida em duas estações principais: o verão, de novembro a abril, época mais úmida e período das pescas importantes, e o inverno, de maio a agosto, com temperaturas mais amenas e menos chuva, quando se faz a pesca da tainha.
A pesca da tainha desempenhou um papel importante em toda a sociedade caiçara até os anos 1960. Ainda hoje, continua relevante nas comunidades mais isoladas, [...] Em algumas áreas, ainda hoje toda a comunidade é chamada a participar da puxada da rede na praia. O excedente da pesca é salgado e seco, sendo trocado por outros bens. O conhecimento dos movimentos da maré é essencial aos pescadores, indicando os lugares e horários para o lançamento das redes.
Além dos conhecimentos referentes à pesca e à agricultura, os caiçaras retiram também insumos da floresta, como essências e remédios, e do mangue, como tintas e madeira. As fases da lua e sua influência sobre a maré também têm muita importância na vida do caiçara. Em suma, a cultura caiçara tradicional reflete essa combinação entre agricultura e pesca.
Nas comunidades de praias, existe um igualitarismo resultante da economia parcialmente mercantilizada. A exploração dessas comunidades se faz pelo "comerciante" que vive nas cidades, centros de oposição à vida das "praias" marcada por certa homogeneidade social e cultural gerada pela inexistência de uma sociedade de classes. Após a década de 1960, o sistema de produção tradicional, na maioria das comunidades caiçaras, está bastante alterado, mormente pela influência da urbanização e pelo turismo.

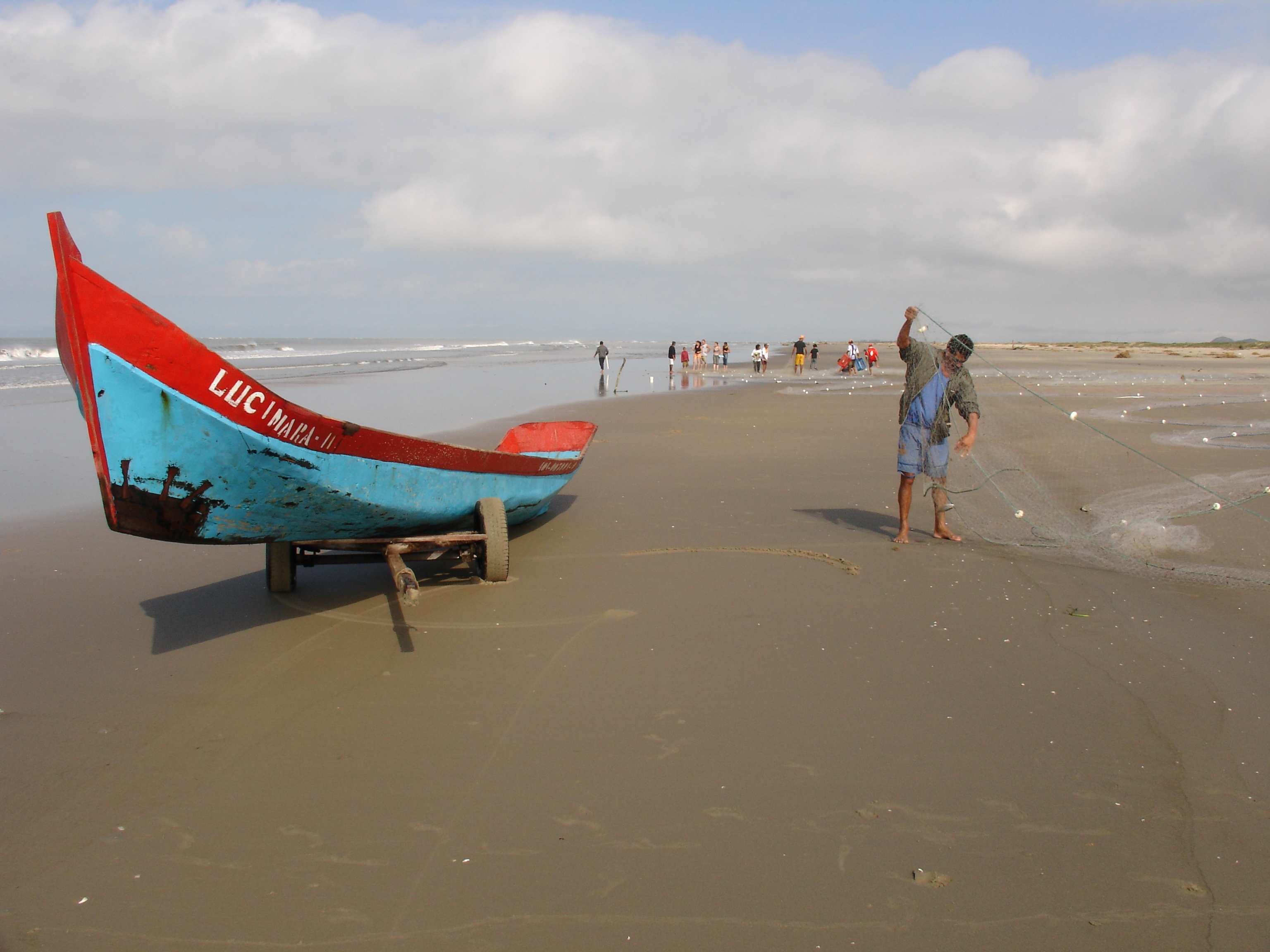
Pesca Caiçara, em Iguape, São Paulo

A história da economia caiçara está diretamente ligada a como esta população foi vista por muitos anos. Durante o movimento de expansão cafeeira e povoamento do interior, que movimentavam a economia do país entre o final do século XIX e início do século XX, as zonas litorâneas e suas comunidades caiçaras ficaram literalmente abandonadas pelo poder público. Foi nesse período que surgiu a designação "comunidade isolada", hoje chamada "comunidade tradicional".
Seguindo esse princípio do isolamento, a economia caiçara se formou com características diferentes tanto da economia indígena primitiva, quanto da economia industrial. Seu sistema de produção era organizado para responder, em primeira instância, às necessidades domésticas, mas ainda prescindia de insumos externos. Além disso, devia oferecer uma contribuição à sociedade nacional, sob a forma de impostos. Outro detalhe importante relativo à economia caiçara é a rotatividade da economia caiçara, que, inicialmente, era baseada na roça e na pesca artesanal, divergindo da literatura publicada sobre essas populações, que tende a caracterizá-las exclusivamente como pescadoras. Somente com o surgimento do barco a motor, em meados do século XX, os caiçaras passaram a dedicar mais tempo às atividades da pesca. A pesca embarcada é considerada como um dos processos socioeconômicos envolvidos na mudança social que passaram a alterar seu modo de vida tradicional. Nesse sentido, a pesca começou a substituir as atividades agrícolas até então predominantes.

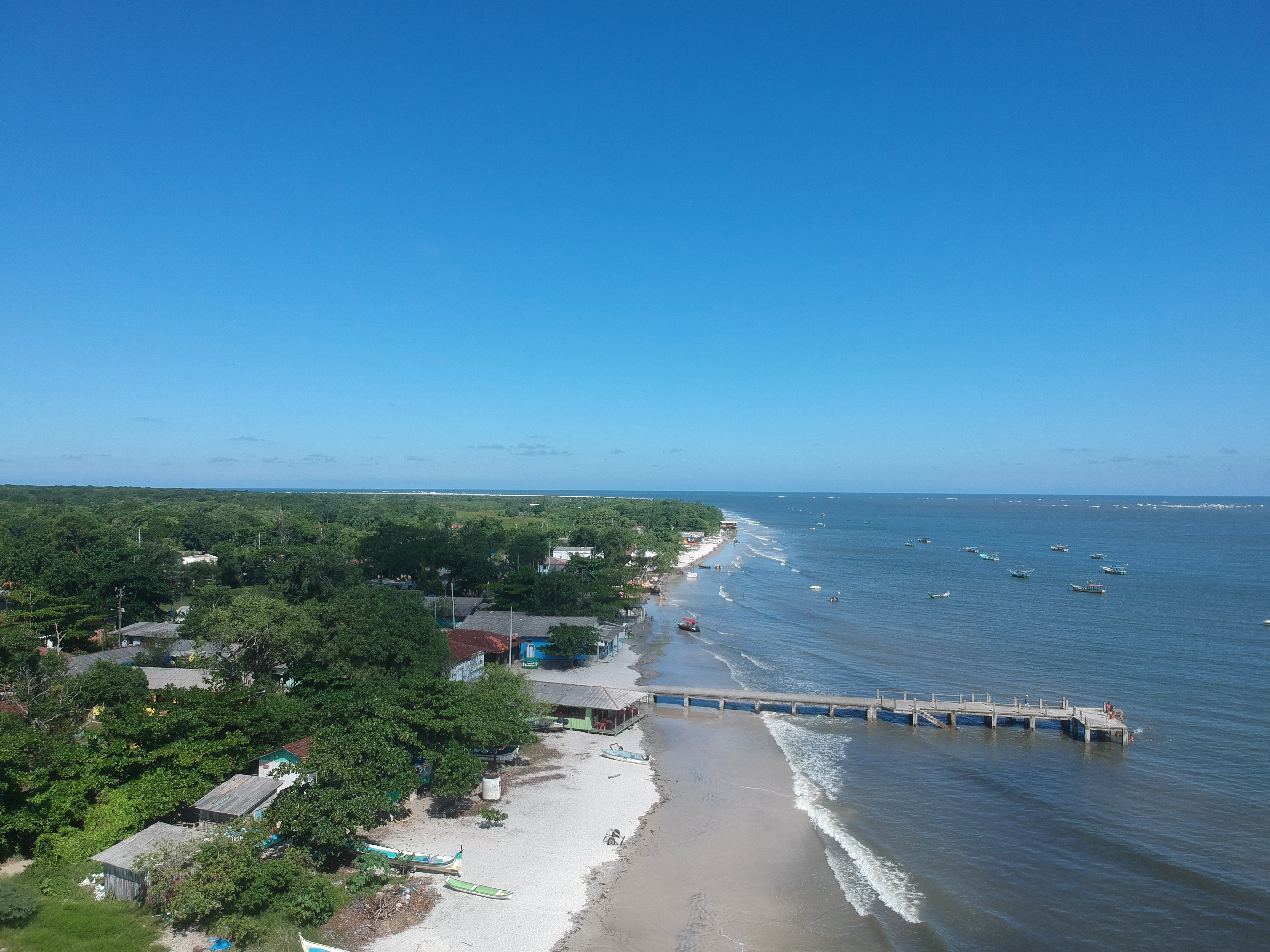
Comunidade na Ilha de Superagui, em Guaraqueçaba, no Paraná

O esquema geral de habitação do litoral alternou períodos de prosperidade, onde outras possibilidades econômicas eram ofertadas aos caiçaras e suas atividades tradicionais eram negligenciadas em favor daquelas.
Na segunda metade do século XX, com o processo de abertura das estradas de acesso ao litoral de São Paulo, a chegada do turismo e a urbanização do litoral, as transformações socioeconômicas passaram a ocorrer de modo acelerado. A paisagem rural foi se transformando numa paisagem urbana e o caiçara foi sendo expulso para as cidades.
Atualmente, após as transformações socioeconômicas às quais foi submetido e sem uma identidade cultural fixa, o caiçara sofre com a especulação imobiliária. A criação da autoidentidade caiçara é um processo em construção e teve que superar um período histórico longo em que o estereótipo caiçara, identificado como indolente, preguiçoso, negador do progresso, era amplamente difundido na opinião pública. Identificando o caiçara ao selvagem, ao não cidadão, ao sem-direitos, era mais fácil, ao especulador imobiliário, expulsá-lo de seu território, tomando-lhe a terra para implantar o progresso, a civilização. Nesse caso, o preconceito se torna ideologia que justifica a ação conquistadora.

## Identidade

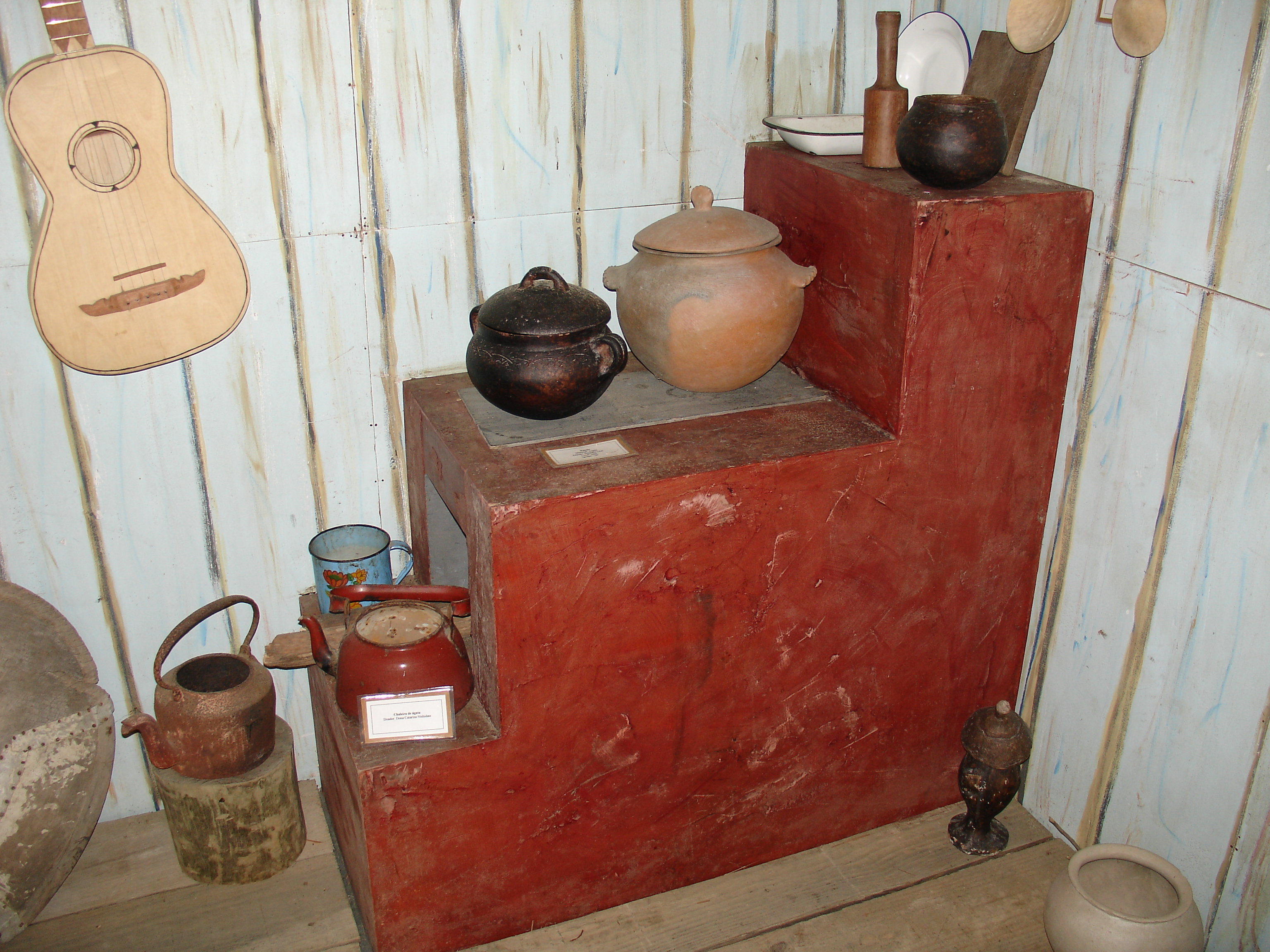
Instrumentos caiçaras na Ilha Comprida, São Paulo

A identidade cultural é formada ao longo do tempo, através de processos inconscientes, e não é inata. Ela permanece sempre incompleta, está sempre "em processo", sempre "sendo formada". No mundo moderno, com o fenômeno da globalização, as identidades se tornam desvinculadas — desalojadas — de tempos, lugares, histórias e tradições específicos e parecem “flutuar livremente". Não é diferente com a identidade caiçara.
Postos diante da modernidade, os jovens caiçaras, convivendo diariamente com turistas, acabam subjugando seus valores e modo de vida tradicional. À medida em que as culturas tornam-se mais expostas a influências externas, é difícil conservar as identidades culturais intactas ou impedir que elas se tornem enfraquecidas através do bombardeamento e da infiltração cultural. Em um contexto em que esses jovens não mais se autoidentifiquem como caiçaras, por não possuírem mais os mesmos hábitos das populações caiçaras ditas tradicionais, há uma brecha para o especulador imobiliário, que rodeia essas populações. Estes alegam que as autoridades poderiam deixar de reconhecê-los como caiçaras, caso essa identidade "tradicional" seja diluída. Nesse contexto, a identidade deveria ser ainda mais presente, revelando-se como resistência à especulação imobiliária presente nesta área, à qual se apropriaram como terra de vida. No entanto, não é possível considerar a população caiçara sem considerar o contexto de mundo no qual está inserida. Se considerada essa população enquanto grupo social participante das relações sociais, econômicas, culturais e históricas, se lhes permite que se apropriem dos valores e comportamentos próprios de seu tempo e lugar.
Reiterando que a construção da identidade não é estática, adentramos o conceito de "Tradição" e "Tradução" do autor Stuart Hall para explicar identidades em transição e entender o quadro da identidade caiçara. Pela tradição, tenta-se recuperar a pureza anterior e revestir as unidades e certezas que são sentidas como tendo sido perdidas. Já na ideia de tradução, é aceito que a identidade está sujeita ao plano da história, política, da representação e da diferença e, assim, é improvável que ela seja outra vez unitária ou "pura".

Em toda parte, estão emergindo identidades culturais que não são fixas, mas que estão em transição, que retiram seus recursos, ao mesmo tempo, de diferentes tradições culturais. Essas identidades são, portanto, o produto dos cruzamentos e misturas culturais que são cada vez mais comuns no mundo globalizado. 
Pode ser tentador pensar na identidade, como estando destinada a acabar num lugar ou noutro: ou retornando às suas "raízes" ou desaparecendo através da assimilação e da homogeneização, mas esse pode ser um falso dilema, pois há uma outra possibilidade: a da Tradução. [...] Pessoas "traduzidas" retêm fortes vínculos com seus lugares de origem e suas tradições, mas sem a ilusão de um retorno ao passado. Elas são obrigadas a negociar com as novas culturas em que vivem, sem simplesmente serem assimiladas por elas e sem perder completamente suas identidades. Elas carregam os traços das culturas, das tradições, das linguagens e das histórias particulares pelas quais foram marcadas. A diferença é que elas não são e nunca serão unificadas no velho sentido, porque elas são, irrevogavelmente, o produto de várias histórias e culturas interconectadas. [...] As pessoas pertencentes a essas culturas híbridas têm sido obrigadas a renunciar ao sonho ou à ambição de redescobrir qualquer tipo de pureza cultural "perdida" ou de absolutismo étnico. Elas estão irrevogavelmente traduzidas. 

## Caiçara contemporâneo

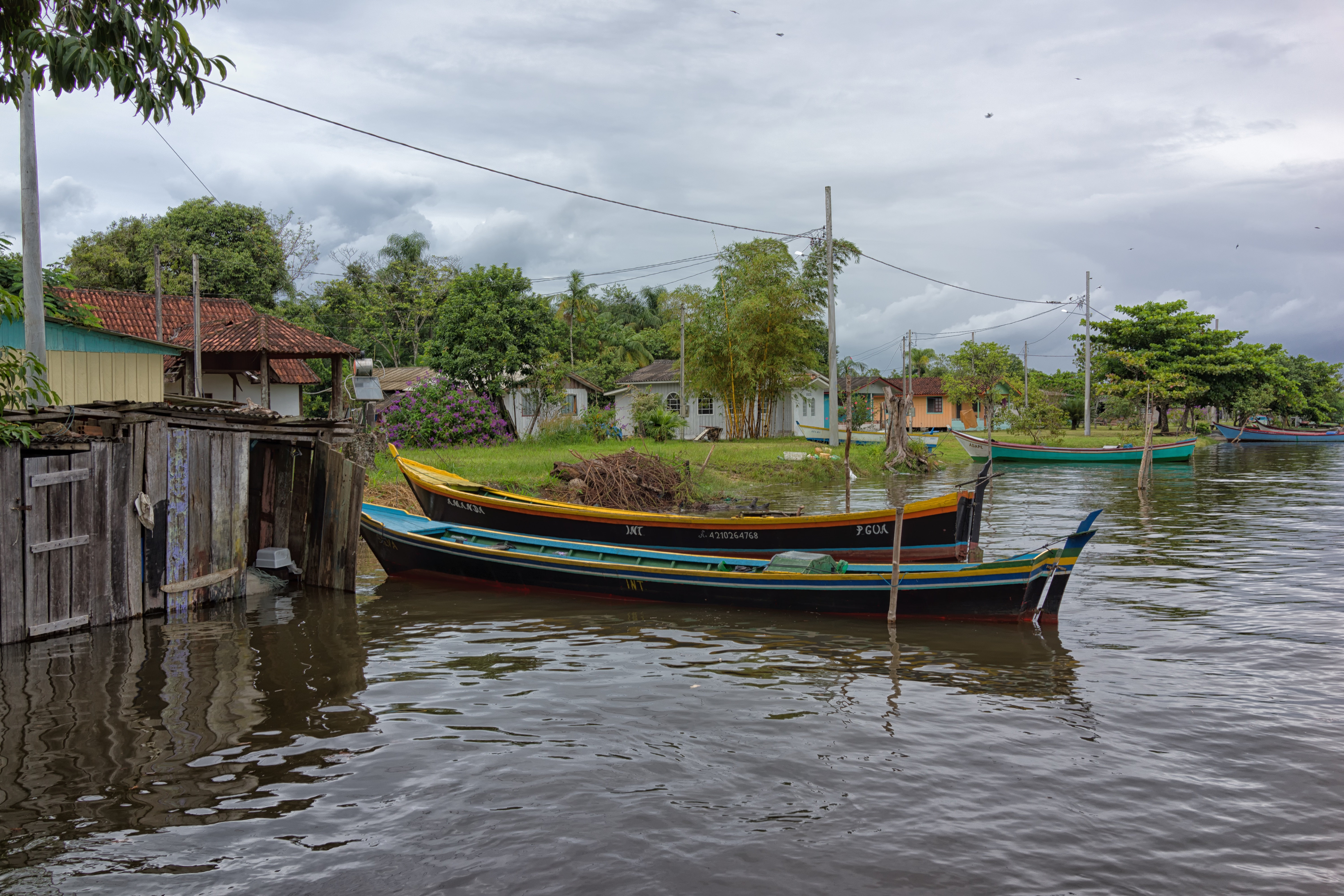
Comunidade pesqueira de Tibicanga, em Guaraqueçaba.

O caiçara contemporâneo pode ser considerado "traduzido", segundo o sociólogo Stuart Hall. A mudança no modo de vida e da cultura se dá em praticamente todas as comunidades existentes. O caiçara contemporâneo presenciou a chegada da eletricidade à comunidade assim como da televisão, que desempenhou um importante papel na transformação e incorporação de determinados valores típicos de um Brasil em que a maioria de sua população vive em cidades.
Dois fatores foram definitivos para essa mudança no modo de vida: O contato com outras realidades, que se tornou muito mais fácil com a abertura das estradas para o litoral e, consequentemente, o turismo de massa. Além disso, órgãos ambientais passaram a monitorar o desmatamento, inibindo a produção agrícola de subsistência dessas populações, somado a especulação imobiliária (pirataria/grilagem) e, as restrições à pesca e ao artesanato. Gerando um grande impacto na realidade caiçara, forçando-os a modificar suas práticas de cultivo,
Esse foi o primeiro grande fator da inserção da população caiçara no mercado de trabalho da sociedade urbana industrial e sua consequente proletarização, pois viram-se obrigados a buscar outro modo para sustentar-se, já que a produção para a subsistência não poderia ser ampliada futuramente, e muito menos produzir algum excedente, pois estaria colocando, em risco ainda maior, a já questionada posse de suas terras.

### Perda de cultura e terras
Na segunda metade do século XX, o litoral paulista passa por diversas transformações, como a abertura de estradas, a chegada do turismo e a urbanização do litoral, o que trouxe como consequências a transformação do espaço caiçara e a expulsão desse povo para as cidades.
A aculturação é uma das principais consequências do contato com o mundo exterior. Tradições culturais têm sido cada vez menos populares entre essa população litorânea. Em muitas das antigas terras desse povo foram construídos condomínios residenciais.

### Distribuição atual dos caiçaras
Atualmente, as comunidades caiçaras remanescentes se encontram em regiões do litoral entre Paraty e o sul do Paraná que não foram alvo da especulação imobiliária, podendo ser encontradas em territórios de municípios como Ubatuba, Ilhabela, Peruíbe, Iguape, Ilha Comprida, Cananeia e Guaraqueçaba.
Na parte continental de Santos, é possível encontrar vilas de pescadores, como Ilha Diana.

## Reconhecimento no Brasil
Em 2007, os povos tradicionais, entre eles o caiçara, foram reconhecidas pelo Governo do Brasil, que através da política de desenvolvimento sustentável das comunidades tradicionais (PNPCT), ampliou o reconhecimento feito parcialmente na Constituição de 1988, agregando aos indígenas e aos quilombolas outros povos tradicionais, a saber: ribeirinho, castanheira, catador de mangaba, retireiro, cigano, cipozeiro, extrativista, faxinalense, fecho de pasto, geraizeiro, ilhéu, isqueiro, morroquiano, pantaneiro, pescador artesanal, piaçaveiro, pomerano, terreiro, quebradeira de coco-babaçu, seringueiro, vazanteiro e, veredeiro. Aqueles que mantêm um modo de vida primordial, intimamente ligado aos recursos naturais e ao meio ambiente em que vivem.